# Tańsk-Chorąże
Tańsk-Chorąże (prononciation : [ˈtaɲsk xɔˈrɔ̃ʐɛ]) est un village polonais de la gmina de Dzierzgowo dans le powiat de Mława de la voïvodie de Mazovie dans le centre-est de la Pologne.
Il se situe à environ 6 kilomètres à l'ouest de Dzierzgowo (siège de la gmina), 17 kilomètres au nord-est de Mława (siège du powiat) et à 111 kilomètres au nord de Varsovie (capitale de la Pologne).
Le village compte approximativement une population de 21 habitants en 2014.

## Histoire
De 1975 à 1998, le village appartenait administrativement à la voïvodie de Ciechanów.